# Ordine dei Pionieri della Liberia
L'Ordine dei Pionieri della Liberia è un ordine cavalleresco della Liberia.

## Storia
L'Ordine venne fondato nel 1955 per commemorare i primi coloni afroamericani - gli Americo-liberiani, come poi furono chiamati - che stabilirono una colonia di "liberi uomini di colore" sulle sue sponde nel 1822 sotto il controllo della American Colonization Society. Tali uomini non si definirono mai "africani" nel senso più stretto e dovettero lottare per guadagnarsi uno spazio nel continente, sino alla definitiva proclamazione della repubblica liberiana il 26 luglio 1847.

## Classi
L'Ordine dispone delle seguenti classi di benemerenza:
- Gran Cordone
- Cavaliere Commendatore
- Commendatore
- Ufficiale
- Cavaliere

## Insegne
- La medaglia dell'Ordine consiste in una stella a 11 punte al centro della quale si trova un grande medaglione raffigurante l'arrivo dei primi coloni afroamericani in Liberia nel 1822, il tutto attorniato da un anello smaltato di rosso con impresse le frasi "HERE WE ARE - HERE WE REMAIN" ("Qui noi siamo - Qui noi rimaniamo"). La medaglia è sostenuta al nastro tramite una corona di rami di palma incrociati in argento.
- La placca riprende le medesime decorazioni della medaglia ad eccezione della corona di rami di palma come sostegno.
- Il nastro è verde.

## Fonti
- Medaglia dell'Ordine, su omsa.org.